# Fogarasy-Fetter Mihály
Vitéz Fogarasy-Fetter Mihály (Pilisvörösvár, 1917. május 21. – Pilisvörösvár, 2007. március 7.) tanár, könyvtáros, helytörténész, Pilisvörösvár díszpolgára.

## Élete
1917. május 21-én született Pilisvörösvárott, sváb szülők egyetlen gyermekeként. Alig öt hónapos volt, amikor édesapja, Fetter János hősi halált halt az első világháborúban, özvegyen maradt édesanyja pedig nem ment újra férjhez, hanem bábaasszonyi keresetéből egyedül nevelte fel és taníttatta ki fiát, tanítói oklevelet adva a kezébe.
Fetter Mihály 1936. június 25-én vette át oklevelét a jászberényi tanítóképzőben, ekkor azonban már a Fogarasi Mihály nevet viselte, mivel 1934-ben belügyminiszteri engedéllyel magyarosította a nevét. Már 1937-től kezdődően bekapcsolódott a cserkészmozgalomba, és ottani cserkészélményei hatására 19 évesen, még állástalan tanítóként megalapította szülőfalujában a Templom téri iskola kiscserkészcsapatát.
Első munkahelyét három év álláskeresés után, 1939-ben az osztrák határ közvetlen közelében fekvő, ma Csákánydoroszlóhoz tartozó Magyarbüks (Magyarbükkös) kisközségben nyerte el, ahol katonai behívása miatt csak néhány hónapot dolgozott. Ezt követően 1941-ben Pilisszentivánra helyezték. A második világháború éveiben többször is behívót kapott; a második bécsi döntés után ő is ott volt az Észak-Erdélybe bevonuló honvédseregben, 1942. december 28-án a Don-kanyarban, Voronyezs közelében megsebesült, felépülése után a nagyváradi hadapródiskolában szolgált, a háború végén pedig csaknem egy teljes évre amerikai fogságba esett.
1943 augusztusában kötött házasságot, feleségül véve Richtár Ibolykát, a házasságukból három gyermekük született (Zoltán, Hajnalka és Attila).
1946 tavaszi hazatérése után két évet még Pilisszentivánon tanított, majd 1948 szeptemberétől Pilisvörösvárott, a Vásár téri általános iskolában folytatta pedagógiai munkáját, eleinte tanítóként, a későbbiekben a német nyelv tanáraként a felső tagozaton. Közben, 1952-ben átvette a községi könyvtárat is, és feleségével vállvetve néhány évtized alatt mintaszerű könyvtárrá fejlesztette azt. A könyvtár kezdetben a helyi művelődési otthonban működött, majd 1954-től az Ásványbánya volt kultúrházába került át. 1966-ban adták át a könyvtár új, önálló épületét, amely a következő évtizedekben is folyamatosan fejlődött és bővült tovább, többek között gyermekkönyvtárral és hangtárral. 1971-ben az intézmény elnyerte a „Kiváló könyvtár” címet.
Fogarasy Mihály 1978. január 1-jén vonult nyugállományba, de nyugdíjasként még további öt évig, 1982 végéig a könyvtárban dolgozott. 1983 januárjában pedig a könyvtár épületében kialakított üzlethelyiségben megnyitotta Pilisvörösvár első könyvesboltját, amelyet 1988-ig vezetett.
Hetvenéves korát túllépve szinte minden idejét a helytörténeti kutatómunkának, illetve saját családfája kutatásának szentelte. 1994-ben jelent meg Die Geschichte und Volkskunde der Gemeinde Pilisvörösvár/Werischwar című monográfiája, amelyet négy év után magyar nyelven is kiadtak, Pilisvörösvár története és néprajza címmel. Önéletírása már posztumusz jelent meg 2009-ben, Pilisvörösvár Város Önkormányzata kiadásában.
1997 júniusában a Vitézi rend vitézzé avatta. 2001 decemberében családi nevét hivatalosan is „Fogarasy-Fetter”- re változtatta.
2007. március 7-én hunyt el; édesanyja mellé temették a pilisvörösvári temetőben.

## Művei
- Die Geschichte und Volkskunde der Gemeinde Pilisvörösvár/Werischwar. Pilisvörösvár, 1994., Pilisvörösvár Nagyközség Önkormányzata
- Pilisvörösvár története és néprajza. Pilisvörösvár, 1998., Pilisvörösvár Város Önkormányzata
- Akik itt hagyták lábuk nyomát. Híres vörösváriak. Pilisvörösvár, 1998., Pilisvörösvár Város Önkormányzata
- Pilisvörösvár története 1945-1965 (kézirat)
- A pilisvörösvári könyvtár története (kézirat)
- Ami a monográfiából kimaradt (kézirat)
- Önéletrajzom I-II- III. (kézirat)

## Kitüntetései, címei, díszoklevelei
- Erdélyi Emlékérem (1940)
- Magyar Érdemrend lovagkeresztje hadiszalagon a kardokkal (1943)
- „A szocialista kultúráért” kitüntető jelvény (1959)
- Oklevél az „Olvasó Munkásért” pályázaton elért I. helyezésért (1975)
- A Művelődési Minisztérium Kiadói Főigazgatósága és a SZÖVOSZ Kereskedelmi Főosztálya oklevele a munkahelyi könyvterjesztés eredményessége és az olvasáskultúra további fejlesztése érdekében végzett kiváló munkájáért (1982)
- Díszoklevél – a Pest megyei könyvtárhálózat fennállásának 20. évfordulója alkalmából – eredményes könyvtárosi munkája elismeréséül (1970)
- Tanítói aranyoklevél (1987)
- A Solymári Helytörténeti Társaság tiszteletbeli tagja cím (1988)
- A 945. sz. Patrona Hungariae cserkészcsapat örökös tiszteletbeli parancsnoka cím (1993)
- Deutscher Soldaten- und Kameradschaftsbund in Bayern – Verdienstkreuz I. Klasse (1993)
- Pilisvörösvár Nagyközség Díszpolgára (1993)
- Pest Megye Önkormányzata Pest Megye Művészetéért Díja (1996)
- Vitézi rend – vitézi cím (1997)
- II. világháborús emlékérem (1998)
- Ehrenplakette der Ungarndeutschen von Werischwar (1999)
- Tanítói gyémántoklevél (1999)
- Ehrennadel in Gold für das Ungarndeutschtum (2001)
- Tanítói vasoklevél (2005)
- Tanítói rubinoklevél (2006)
- Magyar Köztársasági Bronz Érdemkereszt (2006)

## Külső hivatkozások
- Képek Fogarasy-Fetter Mihály életéből Archiválva 2016. december 28-i dátummal a Wayback Machine-ben
- Gromon István pilisvörösvári polgármester előszava Fogarasy-Fetter Mihály önéletírása elé